# Беляев, Дмитрий Константинович
Дми́трий Константи́нович Беля́ев (4 [17] июля 1917, с. Протасово, Костромская губерния — 14 ноября 1985, Новосибирск) — советский генетик, академик Академии наук СССР (1972), с 1959 по 1985 год — директор Института цитологии и генетики Сибирского отделения АН СССР. Беляев наиболее известен своим экспериментом по выведению одомашненных лис. Эксперимент продолжался на протяжении нескольких десятилетий и был упомянут в The New York Times как «возможно самый выдающийся эксперимент по выведению животных из когда-либо проводившихся». Брат Н. К. Беляева.

## Биография
Окончил зоотехнический факультет Ивановского сельскохозяйственного института (1938).
Участник Великой Отечественной войны. В действующей армии с июля 1941 года. Прошёл путь от рядового бойца до майора, старшего помощника начальника химического отдела 4-й ударной армии.
С 1958 года работал в Институте цитологии и генетики СО АН СССР, заместитель директора по научной работе. В 1959 году возглавил этот Институт.
С 1962 года преподавал в Новосибирском государственном университете, заведующий кафедрой общей биологии. В 1970 году возглавил кафедру цитологии и генетики.
С 1976 года — заместитель председателя Сибирского отделения АН СССР.
Доктор биологических наук (1973).
Иностранный член Чехословацкой АН (1982).

## Научные интересы
Руководитель работ
- по выведению высоко-продуктивных сортов сельскохозяйственных растений, в том числе первого советского радиационного сорта пшеницы «Новосибирская».
- по разработке методов повышения продуктивности животных.
- созданию препаратов для лечения некоторых вирусных заболеваний.

### Эксперимент по одомашниванию лисиц

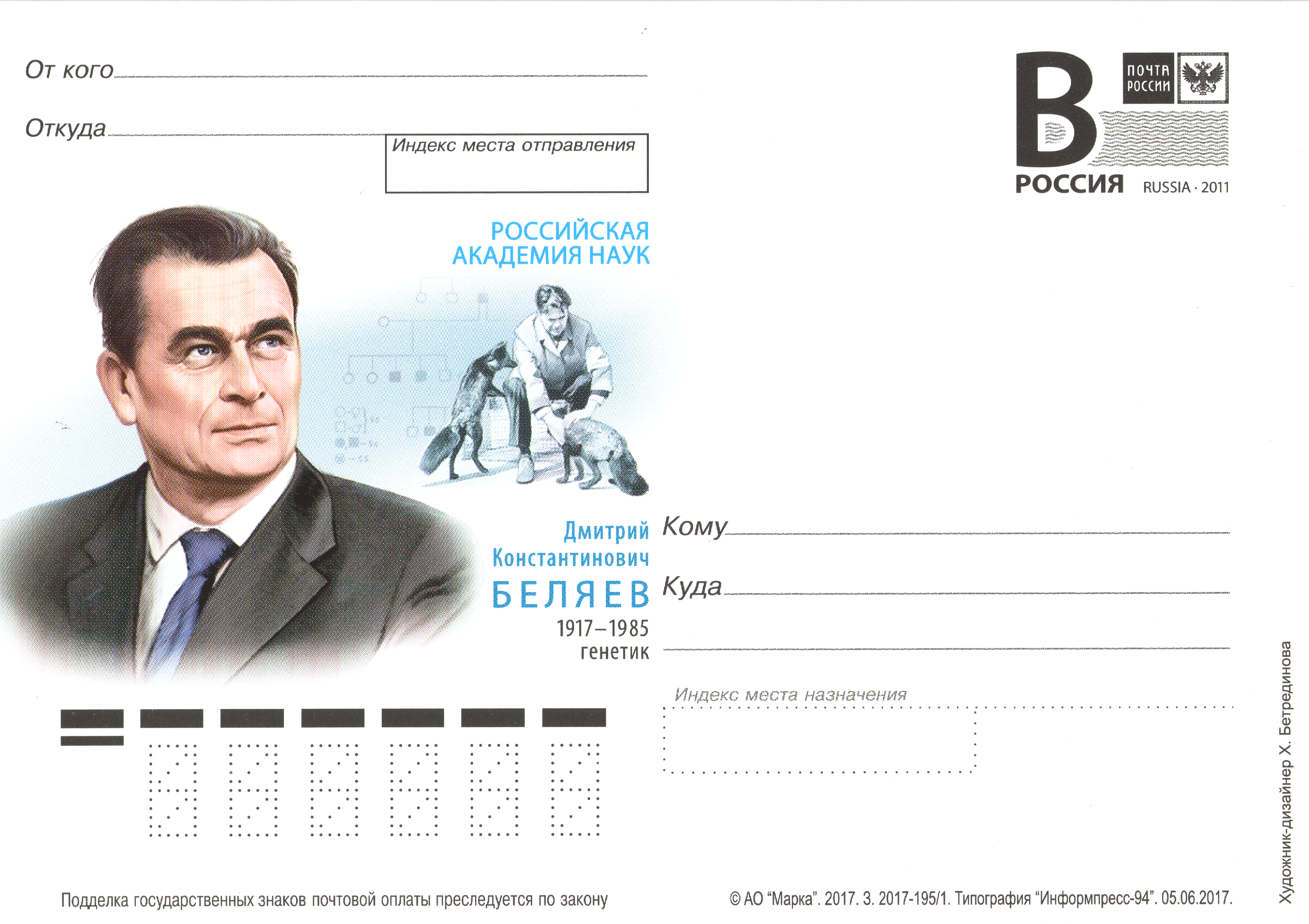

Чтобы проследить эволюционный путь, пройденный домашними животными, и выявить наиболее важные факторы, его определяющие, им был организован крупномасштабный эксперимент на серебристо-чёрной лисице по воспроизведению самого раннего этапа доместикации. Эксперимент заключался в отборе лисиц, которые отвечали определённым признакам. Изначально, из диких животных выбирались те лисы, которые меньше всего боялись человека. Для дальнейшей селекции из каждого поколения лис выбирались животные, показывающие знаки привязанности к людям. Через несколько поколений искусственного отбора, большинство лис полностью перестали бояться людей и часто проявляли привязанность, виляя хвостом и облизывая своих опекунов. Также, несмотря на то, что лисы отбирались исключительно по поведенческим признакам, произошли и физиологические изменения. В результате частичной потери меланина у одомашненных лисиц в окрасе начали появляться белые пятна. Также стали встречаться закрученные хвосты и свисающие уши.

## Награды
- Медаль «За победу над Германией в Великой Отечественной войне 1941—1945 гг.» (09.05.1945)[7]
- Орден Красной Звезды (11.01.1944)[8]
- Орден Отечественной войны II степени (05.11.1944)[9]

Памятник Д. К. Беляеву и прирученной лисе

- Орден Ленина (1967,1975)
- Орден Октябрьской революции (1982)
- Орден Отечественной войны I степени (1985)

## Память
Похоронен на Южном (так называемом Академгородковском) кладбище Новосибирска.
В честь 100-летия со дня рождения Д. К. Беляева рядом с ИЦИГ СО РАН открыли памятник, на котором учёный, улыбаясь, протягивает лисе открытую широкую ладонь, а лиса в ответ подаёт ему лапу. Слова скульптора Константина Зинича (одного из авторов) об идее памятника: «Философия прикосновения лисички и человека — это сближение, доброта, нет какой-то агрессии со стороны лисички — она же была дикая, а он её генетическим образом сделал домашней».
На фасаде главного корпуса ИЦиГ (проспект Лаврентьева, 10) размещена мемориальная доска, посвящённая Д. К. Беляеву.
Как считают современники, Дмитрий Константинович Беляев был тем человеком, благодаря которому институт, в условиях гонений на генетику как лженауку, развиваясь полулегально, не просто выжил, а превратился в один из ведущих в СССР.
В память о Д. К. Беляеве было издано несколько монографий, инициировано открытие Музея истории генетики Сибири. Сотрудники ИЦиГ регулярно участвуют в ежегодном конкурсе снежной скульптуры.

Могила Д. К. Беляева на Южном кладбище

## Научные интересы
Д. К. Беляев активно участвовал в восстановлении научного наследия Н. И. Вавилова. В 1980 году в соавторстве с историками С. Р. Микулинским и В. Д. Есаковым был опубликован пятый выпуск серии «Научное наследство», посвящённый академику Вавилову.

## Семья
- отец — Константин Павлович Беляев, сельский священник
- мать — Евстолия Александровна, домохозяйка.
- супруга — Светлана Владимировна Аргутинская.
- брат — генетик Н. К. Беляев (1899—1937), репрессирован.